# Crowdsourcing
Crowdsourcing (termen preluat din limba engleză) înseamnă externalizarea unui serviciu, nu către un contractor sau un colaborator, ci către un grup de specialiști sau o comunitate, sub forma unei competiții. 
Pe piața internațională există diverse platforme care se axează pe crowdsourcing: 99designs, DesignCrowd, Crowdspring.
Prima platformă românească de crowdsourcing este viespar.ro.
Crowdsourcing-ul reprezintă una dintre cele mai accesibile metode de a crea un produs în urma utilizării sprijinului dintr-o comunitate. Practic această tehnică pune la dispoziția unui inițiator, un întreg arsenal de resursă umană și materiale pentru a-și duce la capăt proiectul.
Spre exemplu dacă un utilizator vrea să realizeze un desen animat, folosindu-se de crowdsourcing va avea acces la artiști grafici și animatori care și-au făcut publică dorința de a se implica într-un astfel de proiect, dar și la scenariști, finanțatori sau doar simpli oameni care să ofere feedback sau pur și simplu sprijin moral. Lucrurile se leagă cu atât mai bine încât folosind această metodă este aproape sigur că ambele părți implicate sunt interesate de proiect și își pun astfel la dispoziție toate resursele necesare. 
De fapt crowdsourcing-ul se bazează pe conceptul de „wisdom of crowds” dezvoltat de James Suowiecki în cartea cu același nume. În cel mai simplu mod, acest concept se explică prin „dacă două capete sunt mai bune decât unul, o sută de capete vor obține rezultate excelente.”
În jurul nostru întâlnim constant aplicații ale acestei teorii. Wikipedia este unul dintre cele mai cunoscute proiecte care se folosesc de inteligența maselor. Mii de utilizatori ai Wikipedia au creat o enciclopedie pe care studiile o consideră a fi la fel de exactă ca Britannica. Un alt proiect și probabil cel mai bun exponent al „wisdom of the crowds” este Google, a cărui organizare a web-site-urilor se bazează pe link-urile reciproce. Google vede linkurile ca voturi pentru relevanța unei pagini. Desigur sistemul este mult mai complicat dar această explicație este suficientă pentru a observa cum funcționează conceptul inteligenței maselor pentru a determina care site-uri sunt cele mai relevante.